# Paul Meier (lekkoatleta)
Paul Meier (ur. 27 lipca 1971 w Velbercie) – niemiecki lekkoatleta, wieloboista, uczestnik letnich igrzysk olimpijskich w Barcelonie (1992). W czasie swojej kariery reprezentował również barwy Republiki Federalnej Niemiec.
Mąż lekkoatletki Heike Henkel.

## Sukcesy sportowe
| Rok  | Miasto    | Zawody                      | Konkurencja   | Wynik         |
| ---- | --------- | --------------------------- | ------------- | ------------- |
| 1990 | Płowdiw   | Mistrzostwa świata juniorów | dziesięciobój | 8. miejsce    |
| 1992 | Genua     | Halowe mistrzostwa Europy   | siedmiobój    | 5. miejsce    |
| 1992 | Barcelona | Igrzyska olimpijskie        | dziesięciobój | 6. miejsce    |
| 1993 | Stuttgart | Mistrzostwa świata          | dziesięciobój | brązowy medal |
| 1993 | Götzis    | Hypo-Meeting                | dziesięciobój | 2. miejsce    |

## Rekordy życiowe
- dziesięciobój – 8548 – Stuttgart 20/08/1993
- siedmiobój (hala) – 6067 – Berlin 20/02/1993